# Eppendorf (Saxônia)
Eppendorf é um município da Alemanha, situado no distrito de  Mittelsachsen, no estado da Saxônia. Tem 33,69 km² de área, e sua população em 2019 foi estimada em 4.075 habitantes.